# Silvio Accame
Silvio Accame (22. prosince 1910, Pietra Ligure – 10. listopadu 1997, Frascati) byl italský historik.

## Životopis
Byl žákem Gaetana De Sanctis a studoval na La Sapienze. V letech 1948 až 1968 vyučoval řeckou historii na neapolské univerzitě a v období 1968 až 1975 římskou historii v Římě. Od 1983 do 1991 byl prezidentem Papežské římské archeologické akademie (Pontificia Accademia Romana di Archeologia).
Hájil historicko-filologickou metodu a zajímal se o studium bible.

## Dílo
- 1941 – La lega ateniese del secolo IV a.C.
- 1943 – Il problema storiografico nell'ora presente
- 1953 – Problemi di storia greca
- 1968 – L'istituzione dell'Eucarestia
- 1976 – La storicità della Bibbia
- 1979 – Perché la storia

### Editovaná díla
- 1970-82 – Scritti minori (autor Gaetano De Sanctis, spolueditor Aldo Ferrabino)
- úvod k Diario segreto (autor Gaetano De Sanctis)